# TRPA1
کانال‌های بالقوهٔ کاتیونی گیرنده گذرا، زیرخانوادهٔ A عضو ۱ (انگلیسی: TRPA1) که با نام گیرندهٔ واسابی هم شناخته می‌شود، یک پروتئین است که در انسان توسط ژن «TRPA1» کُدگذاری می‌شود.
این پروتئین در واقع یک مجرای یونی است که در غشای پلاسمایی بسیاری از سلول‌های انسان و حیوانات یافت می‌شود. اهمیت این مجرای یونی آن است که در انسان و سایر پستانداران، گیرندهٔ «درد»، «سرما» و «خارش» و همچنین گیرندهٔ محرک‌های محیطی است که در سایر پاسخ‌های تدافعی (اشک، مقاومت راه‌های هوایی و سرفه) نقش دارند.

## عملکرد
این پروتئین که عضوی از خانوادهٔ «کانال‌های بالقوهٔ گیرنده گذرا» هستند، دارای ۱۴ تکرار آنکرین است که گیرندهٔ محرک‌های شیمیایی و مکانیکی هستند. یکی از وظایف اختصاصی این پروتئین، درک، یک‌پارچه‌سازی و مهار پیام‌های «درد» در دستگاه عصبی پیرامونی است.
پژوهش‌های اخیر نشان داده‌است که این پروتئین توسط تعدادی از ترکیبات شیمیایی واکنش‌پذیر (آلیل ایزوتیوسیانات، سینامالدهید، فارنسیل تیوسیالیک اسید، فرمالین، هیدروژن پراکسید، ۴-هیدروکسی‌نوننال، اکرولین و گازهای اشک‌آور) و ترکیبات شیمیایی واکنش ناپذیر (نیکوتین و پی‌اف-۴۸۴۰۱۵۴) فعال می‌شود و در نتیجه نوعی حسگر شیمیایی در بدن محسوب می‌گردد. این پروتئین در بدن انسان، همراه با TRPV1 در شاخه‌های آورانِ اولیه رشته عصبی گروه C بیان می‌شود و گیرندهٔ مهمِ درد نوسیسپتیو است که با تحریکشان، درد آغاز می‌شود. با آنکه معلوم نیست آیا تشخیصِ سرمای شدید، توسط این گیرنده میانجی‌گری می‌شود یا خیر، اما چندین پژوهش به‌روشنی نشان داده‌است که سرما قادر به تحریک این مجراهای یونی در محیط‌های آزمایشگاهی (برون‌تنی) است.

## اتصال بهلیگاند
پروتئین TRPA1 یکی از بی‌قاعده‌ترین کانال‌های بالقوهٔ کاتیونی گیرنده گذرا هستند، چرا که توسط طیف وسیعی از مواد محرک شیمیایی موجود در گیاهان، غذاها، مواد آرایشی و آلوده‌کننده‌های زیست‌محیطی فعال می‌شوند.
فعال شدن این مجرای یونی توسط روغن زیتون، علتِ احساس طعم تند و زبان‌گزِ این روغن در پشتِ زبان است.
با آنکه برخی مواد غیرالکترون‌دوست همچون تیمول و جوهر نعنا، از آگونیست‌های TRPA1 محسوب می‌شوند، اما بیشتر فعال‌کننده‌های این پروتئین، مواد شیمیایی الکترون‌دوست هستند که این کار را از طریق ایجاد یک پیوند کووالانسی برگشت‌پذیر با ریشه‌های سیستئینی موجود در مجرای یونی انجام می‌دهند. یکی دیگر از نمونه مواد غیرالکترون‌دوست، داروی بیهوشی پروپوفول است که تزریقش به‌درونِ سیاهرگ، دردناک است و علت این درد، فعال‌شدن TRPV1 و TRPA1 است.
پژوهش‌های انجام‌شده در موش‌ها، خوکچه هندی و انسان نشان داده‌است که پروستاگلاندین E2 از طریق گیرنده جفت‌شونده با پروتئین جی (EP3) سبب بروز سرفه می‌شود و این کار را احتمالاً با «فعال‌سازی غیرمستقیم» یا «حساس‌کردن» گیرنده‌های TRPA1 و TRPV1 انجام می‌دهد. چندریختی ژنتیکی در گیرنده‌های EP3 (مثلاً آر.اس. ۱۱۲۰۹۷۱۶) در بروز سرفه‌های ناشی از داروهای بازدارندهٔ آنزیم مبدل آنژیوتانسین نقش دارند.

## اهمیت بالینی
در سال ۲۰۰۸ معلوم شد که کافئین فعالیت پروتئین TRPA1 را در انسان کاهش می‌دهد اما در موش‌ها، این پروتئین در درکِ حضورِ کافئین در بدن نقش دارد.
پروتئین TRPA1 در تحریک راه‌های هوایی توسط دود سیگار، مواد شوینده و تمیزکننده و همچنین در تحریک پوست در سیگاری‌هایی که تلاش می‌کنند با درمان‌های جایگزینی نظیر مواد استنشاقی، اسپری‌های و برچسب‌های پوستی، سیگار را ترک کنند، نقش دارد. جهش بدمعنی در ژن «TRPA1» سبب بروز «سندرم ارثی دردهای نامنسجم و مقطع» می‌گردد. یک خانوادهٔ کلمبیایی از دردهای ناتوان‌کنندهٔ بالاتنه از دوران نوزادی رنج می‌برند که در اثر ناشتابودن یا خستگی آغاز می‌شود و بیماری، سرما و فعالیت بدنی هم در آغاز آن نقش دارد. از طرف دیگر، جهش‌های کارکردزا (gain-of-function mutations) در دومِـین تراغشایی، سبب می‌گردد که این مجرای یونی حساسیتِ بیش‌ از حدی به برخی داروها داشته باشد.
متابولیت‌های استامینوفن به گیرنده‌های TRPA1 می‌چسبند و همان کاری را گیرنده‌ها می‌کنند که کپسایسین در نخاع موش‌ها انجام می‌دهد و اثر ضددرد ایجاد می‌کنند که به‌نظر می‌رسد یکی از مکانسیم‌های عملکرد ضددردِ استامینوفن باشد.
ثابت شده که اگزالات - که یکی از متابولیت‌های داروی ضد سرطان اکسالی‌پلاتین است - سبب مهار پرولیل هیدروکسیلاز می‌گردد که به TRPA1 انسانیِ غیرحساسِ به سرما، خاصیت حساسیت شبه‌سرما می‌دهد (از طریق تولید اکسیژن فعال توسط میتوکندری‌ها). این مسئله یکی از دلایل احتمالی عارضهٔ جانبی اختصاصی اکسالی‌پلاتین (نوروپاتی حاد محیطی ناشی از سرما) است.

## برخیلیگاندها

### آگونیست‌ها
- آلیل ایزوتیوسیانات
- کانابیدیول
- کانابیچرومن
- گینجرول
- ایسیلین
- پلی‌گودیال
- پروپوفول
- هپوکسیلین
- ۱۲-هیدروکسی ایکوزاتترا انوئیک اسید
- سینامالدهید[۳۷]

### آنتاگونیست
- اچ‌سی-۰۳۰۰۳۱
- جی‌ارسی۱۷۵۳۶
- A-967079
- اِی‌ال‌جی‌ایکس-۲۵۱۳
- اِی‌ال‌جی‌ایکس-۲۵۴۱
- اِی‌ال‌جی‌ایکس-۲۵۶۳
- اِی‌ال‌جی‌ایکس-۲۵۶۱
- اِی‌ال‌جی‌ایکس-۲۵۴۲[۳۸]